# 仮屋瀬さつき
仮屋瀬 さつき（かりやせ さつき、1999年（平成11年）5月31日 - ）は、日本のアイドルであり、6人組男性アイドルグループ「9bic」の元メンバーであり、株式会社WAIWAIに所属していた。現在はアイドルグループ「らぶしっく」のメンバー。株式会社RINDOentertainmentに所属愛知県出身。

## 略歴
2011年、自身の歌唱動画をYouTubeに投稿するようになる。2012年より連日1人でカラオケへ行くようになる。この頃から路上ライブを行っているアーティストを見て、歌手を志すようになる。中学入学と共にバスケットボール部に入部する。2015年、高校入学と共に陸上部に入部する。50ｍ走は5.9秒だったという。
2019年4月23日、男性アイドルグループ「9bic」に加入する。2020年3月13日 - 18日、浅草花劇場で上演される舞台『戦国学園〜令和決戦！天下取り〜』に小早川 役で出演した。2022年4月27日リリース『ありのまんま』。

## 作品

### 作詞・作曲
- ありがとう（2020年） - 「9bic 1’st Anniversary Live ～現在を生きる王子様達の物語～」にて初披露された[4]。

## 出演

### 舞台
- 戦国学園〜令和決戦！天下取り〜（3月13日 - 18日、浅草花劇場） - 小早川 役[3][5]